# Conoderus macleayi
Conoderus macleayi is een keversoort uit de familie kniptorren (Elateridae). De wetenschappelijke naam van de soort is voor het eerst geldig gepubliceerd in 1892 door Blackburn.